# گنوینگتسا
گنوینگتسا (به لاتین: Gnojnica) یک روستا در لهستان است که در گمینا روپچتسه واقع شده‌است. گنوینگتسا ۲٬۱۰۰ نفر جمعیت دارد.